# Allée couverte de la Ville Génouhan
L'allée couverte de la Ville Génouhan est située à Créhen dans le département français des Côtes-d'Armor.

## Description
L'allée couverte mesure 12,70 m de longueur sur son côté nord-ouest constitué de douze orthostates. Le côté sud-est ne comporte que neuf orthostates. La hauteur des dalles de support est d'environ 0,85 m. L'ensemble est recouvert par cinq tables de couverture (longueurs comprises entre 3,10 m et 2,40 m, largeurs entre 1,40 m et 2,25 m, épaisseur maximale 0,65 m). Presque toutes les dalles sont en quartzite banche. À l'intérieur de l'allée, la hauteur sous dalle atteint 0,88 m et la largeur 1,10 m.
Un relevé détaillé du plan de l'allée avait été réalisé en 1872 par V. Micault.
À proximité immédiate de l'allée, au nord-est, il existait auparavant un ensemble de blocs alignés parallèlement à l'axe de l'allée, vestiges probables du péristalite qui délimitait le tumulus originel désormais disparu.

Schéma de la tombe en galerie

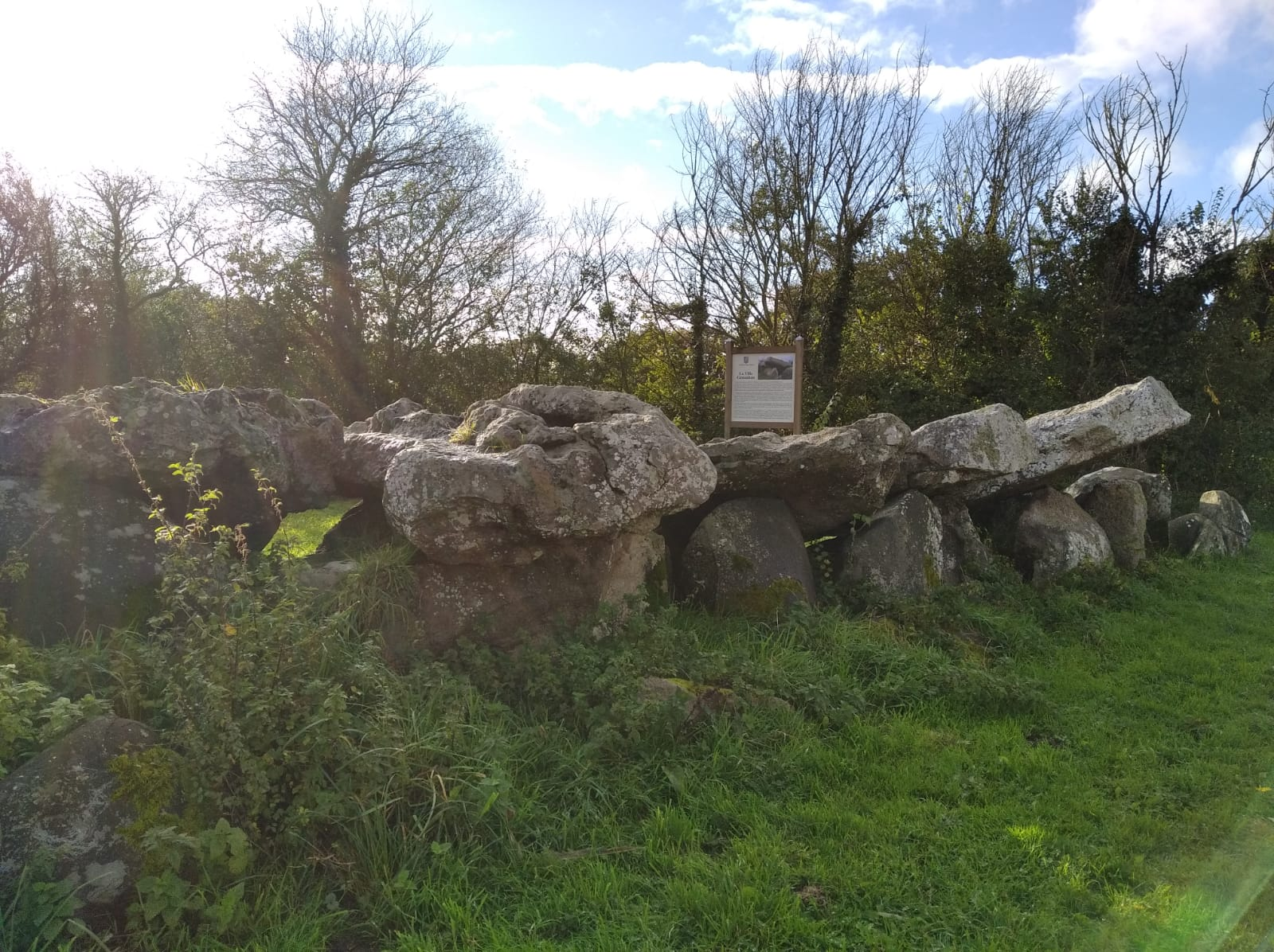
Vue latérale de l'édifice